# Pussycat Dolls Present: The Search for the Next Doll
Pussycat Dolls Present: The Search for the Next Doll, è un reality show statunitense esordito il 6 marzo 2007 sul canale The CW della durata di otto settimane.

## Il programma
Fu subito un clamoroso successo negli states: si contano, infatti, che siano stati i telespettatori circa 3 milioni, includendo le repliche.
Come alcuni altri gruppi le Pussycat Dolls hanno iniziato a cercare un nuovo componente attraverso un reality.
Un gruppo di giovani ragazze, nel corso delle 8 settimane, furono studiate attentamente da una giuria composta da Robin Antin (fondatrice del gruppo femminile) Lil' Kim, Ron Fair e Mark McGrath ed anche attraverso alcuni provini, per decidere quale tra le 9 ragazze i cui nomi sono i seguenti: Anastacia, Melissa R., Melissa S., Chelsea, Asia, Jaime, Brittany, Mariela, Sisely avrebbe vinto un premio.
Quest'ultimo consisteva nel poter registrare assieme al gruppo le canzoni che avrebbero composto il loro nuovo album.
La vincitrice della prima edizione del reality fu Asia, una diciottenne residente a Mt. Vernon (New York). Ha già una figlia che durante il reality è parsa mancarle molto.
In Italia la serie è stata comprata da MTV e andò in onda dal 17 settembre 2007 alle 21:00, con un episodio a settimana, e in replica la domenica alle 19:00.
Per il grande successo riscosso e anche perché Asia ha deciso di intraprendere la carriera di solista, dopo che la casa discografica del gruppo la ritenne insufficiente, si pensò di fare una seconda serie.

## Episodi e performance

### Episodio 1: The Auditions
Ai 18 semifinalisti sono state date le seguenti canzoni:
| Artista   | Gruppo | Canzone                     | Risultati   |
| --------- | ------ | --------------------------- | ----------- |
| Sisely    | 1      | Hot Stuff (I Want You Back) | Salvo/a     |
| Brittany  | 1      | Hot Stuff (I Want You Back) | Salvo/a     |
| Mariela   | 1      | Hot Stuff (I Want You Back) | Salvo/a     |
| Shauntae  | 1      | Hot Stuff (I Want You Back) | Eliminato/a |
| Melissa S | 1      | Hot Stuff (I Want You Back) | Salvo/a     |
| Catherine | 1      | Hot Stuff (I Want You Back) | Eliminato/a |
| Jaime     | 2      | Buttons                     | Salvo/a     |
| Kelli     | 2      | Buttons                     | Eliminato/a |
| Ewa       | 2      | Buttons                     | Eliminato/a |
| Melissa R | 2      | Buttons                     | Salvo/a     |
| Sandra    | 2      | Buttons                     | Eliminato/a |
| Asia      | 2      | Buttons                     | Salvo/a     |
| Anjelia   | 3      | "I Don't Need a Man"        | Eliminato/a |
| Chelsea   | 3      | "I Don't Need a Man"        | Salvo/a     |
| Jasmin    | 3      | "I Don't Need a Man"        | Eliminato/a |
| Anastacia | 3      | "I Don't Need a Man"        | Salvo/a     |
| Natascha  | 3      | "I Don't Need a Man"        | Eliminato/a |
| Robyn     | 3      | "I Don't Need a Man"        | Eliminato/a |

### Episodio 2: Welcome to the Dollhouse
| Artista             | Gruppo | Canzone         | Risultati    |
| ------------------- | ------ | --------------- | ------------ |
| Asia Nitollano      | 1      | "Crazy in Love" | Salvo/a      |
| Chelsea Korka       | 1      | "Crazy in Love" | Salvo/a      |
| Melissa Smith       | 1      | "Crazy in Love" | Tra ultimi 2 |
| Anastacia McPherson | 2      | "Pon de Replay" | Salvo/a      |
| Sisely Treasure     | 2      | "Pon de Replay" | Salvo/a      |
| Melissa Reyes       | 2      | "Pon de Replay" | Salvo/a      |
| Mariela Arteaga     | 3      | "1, 2 Step"     | Salvo/a      |
| Jaime Benjamin      | 3      | "1, 2 Step"     | Salvo/a      |
| Brittany Diorio     | 3      | "1, 2 Step"     | Eliminato/a  |

### Episodio 3: The Transformation
| Artista             | Gruppo | Canzone          | Risultati    |
| ------------------- | ------ | ---------------- | ------------ |
| Melissa Smith       | 1      | "Free Your Mind" | Salvo/a      |
| Asia Nitollano      | 1      | "Free Your Mind" | Salvo/a      |
| Mariela Arteaga     | 1      | "Free Your Mind" | Salvo/a      |
| Anastacia McPherson | 1      | "Free Your Mind" | Salvo/a      |
| Jaime Benjamin      | 2      | "Heartbreaker"   | Eliminato/a  |
| Sisely Treasure     | 2      | "Heartbreaker"   | Tra ultimi 2 |
| Chelsea Korka       | 2      | "Heartbreaker"   | Salvo/a      |
| Melissa Reyes       | 2      | "Heartbreaker"   | Salvo/a      |

### Episodio 4: She Dances Like a Drag Queen
| Artista             | Gruppo | Canzone                   | Risultati    |
| ------------------- | ------ | ------------------------- | ------------ |
| Chelsea Korka       | 1      | "Shame"                   | Salvo/a      |
| Mariela Arteaga     | 1      | "Shame"                   | Salvo/a      |
| Anastacia McPherson | 1      | "Shame"                   | Salvo/a      |
| Asia Nitollano      | 2      | "Don't Leave Me This Way" | Salvo/a      |
| Melissa Reyes       | 2      | "Don't Leave Me This Way" | Salvo/a      |
| Sisely Treasure     | 2      | "Don't Leave Me This Way" | Eliminato/a  |
| Melissa Smith       | 2      | "Don't Leave Me This Way" | Tra ultimi 2 |

### Episodio 5: Vegas, Baby
| Artista             | Gruppo | Canzone                        | Risultati    |
| ------------------- | ------ | ------------------------------ | ------------ |
| Asia Nitollano      | 1      | "I Don't Want to Miss a Thing" | Salvo/a      |
| Melissa Reyes       | 1      | "I Don't Want to Miss a Thing" | Salvo/a      |
| Chelsea Korka       | 2      | "I Turn to You"                | Tra ultimi 2 |
| Mariela Arteaga     | 2      | "I Turn to You"                | Eliminato/a  |
| Anastacia McPherson | 3      | "Un-Break My Heart"            | Salvo/a      |
| Melissa Smith       | 3      | "Un-Break My Heart"            | Salvo/a      |

### Episodio 6: Dancin' with the Dolls
| Artista             | Canzone                                        | Risultati    |
| ------------------- | ---------------------------------------------- | ------------ |
| Asia Nitollano      | "The Pink Panther Theme"/"Fever"/"Big Spender" | Salvo/a      |
| Anastacia McPherson | "The Pink Panther Theme"/"Fever"/"Big Spender" | Eliminato/a  |
| Chelsea Korka       | "The Pink Panther Theme"/"Fever"/"Big Spender" | Salvo/a      |
| Melissa Reyes       | "The Pink Panther Theme"/"Fever"/"Big Spender" | Salvo/a      |
| Melissa Smith       | "The Pink Panther Theme"/"Fever"/"Big Spender" | Tra ultimi 2 |

### Episodio 7: The Fantastic Four
| Artista        | Ordine | Canzone               | Risultati    |
| -------------- | ------ | --------------------- | ------------ |
| Melissa Smith  | 1      | "Don't Know Why"      | Eliminato/a  |
| Asia Nitollano | 2      | "Too Little Too Late" | Salvo/a      |
| Melissa Reyes  | 3      | "I'm Going Down"      | Salvo/a      |
| Chelsea Korka  | 4      | "What a Girl Wants"   | Tra ultimi 2 |

### Episodio 8: The Girl Who Becomes a Doll
| Artista        | Ordine | Canzone              | Risultati   |
| -------------- | ------ | -------------------- | ----------- |
| Chelsea Korka  | 1      | "Feelin' Good"       | Eliminato/a |
| Asia Nitollano | 2      | "I Don't Need a Man" | Vincitrice  |
| Melissa Reyes  | 3      | "Stickwitu"          | Secondo     |

## Spettatori
- Periodo di trasmissione: Martedì, 21.00, Inediti
  - Episodio 1 (3/06/07) - telespettatori: 3.9 milioni
  - Episodio 2 (3/13/07) - telespettatori: 2.5 milioni
  - Episodio 3 (3/20/07) - telespettatori: 3.1 milioni
  - Episodio 4 (3/27/07) - telespettatori: 2.7 milioni
  - Episodio 5 (4/03/07) - telespettatori: 2.3 milioni
  - Episodio 6 (4/10/07) - telespettatori: 2.7 milioni
  - Episodio 7 (4/17/07) - telespettatori: 3.0 milioni
  - Finale (4/24/07) - telespettatori: 3.4 milioni
- Periodo di trasmissione: Mercoledì, 21.00, Repliche
  - Episodio 1 (3/07/07) - telespettatori: 3.7 milioni
  - Episodio 2 (3/14/07) - telespettatori: 3.4 milioni
  - Episodio 3 (3/21/07) - telespettatori: 3.1 milioni
  - Episodio 4 (3/28/07) - telespettatori: 3.1 milioni
  - Episodio 5 (4/04/07) - telespettatori: 3.1 milioni
  - Episodio 6 (4/11/07) - telespettatori: 3.4 milioni
  - Episodio 7 (4/18/07) - telespettatori: 3.0 milioni
  - Finale (4/25/07) - telespettatori: 2.9 milioni